# Jasionówka (gemeente)
De gemeente Jasionówka is een landgemeente in het Poolse woiwodschap Podlachië, in powiat Moniecki.
De zetel van de gemeente is in Jasionówka.
Op 30 juni 2004 telde de gemeente 3023 inwoners.

## Oppervlakte gegevens
In 2002 bedroeg de totale oppervlakte van gemeente Jasionówka 96,73 km², waarvan:
- agrarisch gebied: 81%
- bossen: 13%

De gemeente beslaat 7% van de totale oppervlakte van de powiat.

## Demografie
Stand op 30 juni 2004:
| Omschrijving                   | Totaal | Totaal | Vrouwen | Vrouwen | Mannen | Mannen |
| ------------------------------ | ------ | ------ | ------- | ------- | ------ | ------ |
| eenheid                        | aantal | %      | aantal  | %       | aantal | %      |
| inwoners                       | 3023   | 100    | 1468    | 48,6    | 1555   | 51,4   |
| bevolkingsdichtheid (inw./km²) | 31,3   | 31,3   | 15,2    | 15,2    | 16,1   | 16,1   |

In 2002 bedroeg het gemiddelde inkomen per inwoner 1303,38 zł.

## Plaatsen
Brzozówka Folwarczna, Czarnystok, Dobrzyniówka, Górnystok, Jasionóweczka, Jasionówka, Kalinówka Królewska, Kamionka, Kąty, Koziniec, Krasne Folwarczne, Krasne Małe, Krasne Stare, Krzywa, Kujbiedy, Łękobudy, Milewskie, Słomianka.

## Aangrenzende gemeenten
Czarna Białostocka, Jaświły, Knyszyn, Korycin
- Library of Congress Control Number: no2003098023
- Nationale Bibliotheek van Israël: 987007494359705171
- Virtual International Authority File: 151614713